# Jan (Wraniszkowski)
Jan, imię świeckie Zoran Vraniškovski (ur. 28 lutego 1966 w Bitoli) – locum tenens metropolii Wełes, zwierzchnik autonomicznego Arcybiskupstwa Ochrydzkiego.

## Młodość
Ukończył szkołę średnią w rodzinnej Bitoli i rozpoczął w 1985 studia inżynieryjne w Skopje. Po ich ukończeniu w 1990 podjął studia teologiczne na Uniwersytecie Belgradzkim, podejmując równocześnie pracę jako inżynier, zatrudniony przez eparchię bitolską Macedońskiego Kościoła Prawosławnego. Założył w mieście bibliotekę eparchialną, w której sam pracował. W 1995 ukończył pierwszy etap studiów teologicznych, kontynuując je i specjalizując się w dogmatyce prawosławnej. Część nauki odbywał w Tesalonikach, gdzie uczył się języka greckiego. Rozpoczął następnie studia doktoranckie, których do tej pory nie ukończył. 7 lutego 1998 złożył śluby zakonne, cztery dni później został hieromnichem.

## Biskup
Już 19 czerwca 1998 został wyświęcony na biskupa dremwickiego. Prowadził cykl otwartych wykładów z teologii w cerkwi w Bitoli. W marcu 2000 został tymczasowym administratorem metropolii bregalnickiej, po czym w listopadzie tego samego otrzymał godność metropolity Wełes. W dwa lata później, w odpowiedzi na apel patriarchy serbskiego Pawła, postanowił wystąpić z niekanonicznego Macedońskiego Kościoła Prawosławnego i przejść razem z całą podległą mu metropolią pod jurysdykcję Serbskiego Kościoła Prawosławnego. 22 czerwca 2002 został formalnie przyjęty pod tę jurysdykcję. Niemal natychmiast został z tego powodu usunięty przez policję macedońską (wobec wsparcia rządowego dla Macedońskiego Kościoła Prawosławnego) z zajmowanych przez siebie obiektów przynależnych metropolicie, obiektem represji stali się również wierni mu duchowni. 23 września 2002 otrzymał godność egzarchy nowo powołanego Arcybiskupstwa Ochrydzkiego, w grudniu tego samego roku został wybrany przewodniczącym Świętego Synodu biskupów tej struktury.
W 2005, w czasie przekraczania granicy grecko-macedońskiej, został zatrzymany przez policję i oskarżony o sianie nienawiści na tle etnicznym, rasowym i religijnym, czego dowodem miała być nieprzychylna wobec Macedońskiego Kościoła Prawosławnego publikacja w kalendarzu cerkiewnym oraz sam fakt objęcia przez niego funkcji zwierzchnika struktury kościelnej nieuznawanej przez władze. W jego sprawie zapadł wyrok 18 miesięcy pozbawienia wolności, skrócony przez Sąd Najwyższy do ośmiu. W drugim procesie metropolita został skazany na dwa lata więzienia, w którym ostatecznie spędził 256 dni.
Amnesty International uznała uwięzionego metropolitę za więźnia sumienia. Listy do władz macedońskich w sprawie jego uwolnienia przesyłali również patriarcha konstantynopolitański Bartłomiej, patriarcha moskiewski Cyryl (jeszcze jako biskup, jako przedstawiciel Cerkwi rosyjskiej), przedstawiciele monasterów Góry Athos, a także papież Benedykt XVI.
Ostatecznie arcybiskup ochrydzki opuścił więzienie w kwietniu 2007, jednak w październiku 2009 został skazany ponownie, pod zarzutem przywłaszczenia mienia kościelnego, na 2,5 roku więzienia. Wyrok zapadł pomimo ekspertyzy, która wykluczyła możliwość dokonania przez niego oszustwa finansowego w czasie, gdy był jeszcze duchownym Macedońskiego Kościoła Prawosławnego.
16 listopada 2010 został aresztowany w czasie przekraczania granicy bułgarsko-serbskiej, na podstawie nakazu Interpolu wydanego w Macedonii. Jednak 4 stycznia 2011 bułgarski sąd apelacyjny nie zgodził się na jego ekstradycję do Macedonii. 12 grudnia 2011 duchowny został aresztowany po raz kolejny, gdy przekraczał granicę grecko-macedońską. Przewieziono go do więzienia Idrizowo k. Skopje, a w styczniu 2012 przeniesiono na oddział zamknięty zakładu karnego. 11 maja 2012 skazany na 2,5 roku więzienia i zobowiązany do wypłaty Macedońskiemu Kościołowi Prawosławnemu 250 tys. euro odszkodowania.
W listopadzie 2012 patriarcha serbski Ireneusz oznajmił, że dalsze prowadzenie rozmów między Cerkwią Serbską a Macedońskim Kościołem Prawosławnym w sprawie uregulowania statusu kanonicznego tego ostatniego będzie mogło być prowadzone dopiero po zwolnieniu metropolity Jana z więzienia.
Arcybiskup Jan ponownie odzyskał wolność 2 lutego 2015. W związku z tym na posiedzeniu soboru biskupów Serbskiego Kościoła Prawosławnego (maj 2015) – w którym uczestniczył również arcybiskup Jan – postanowiono wznowić dialog z Macedońskim Kościołem Prawosławnym.